# Туризм в Калининградской области

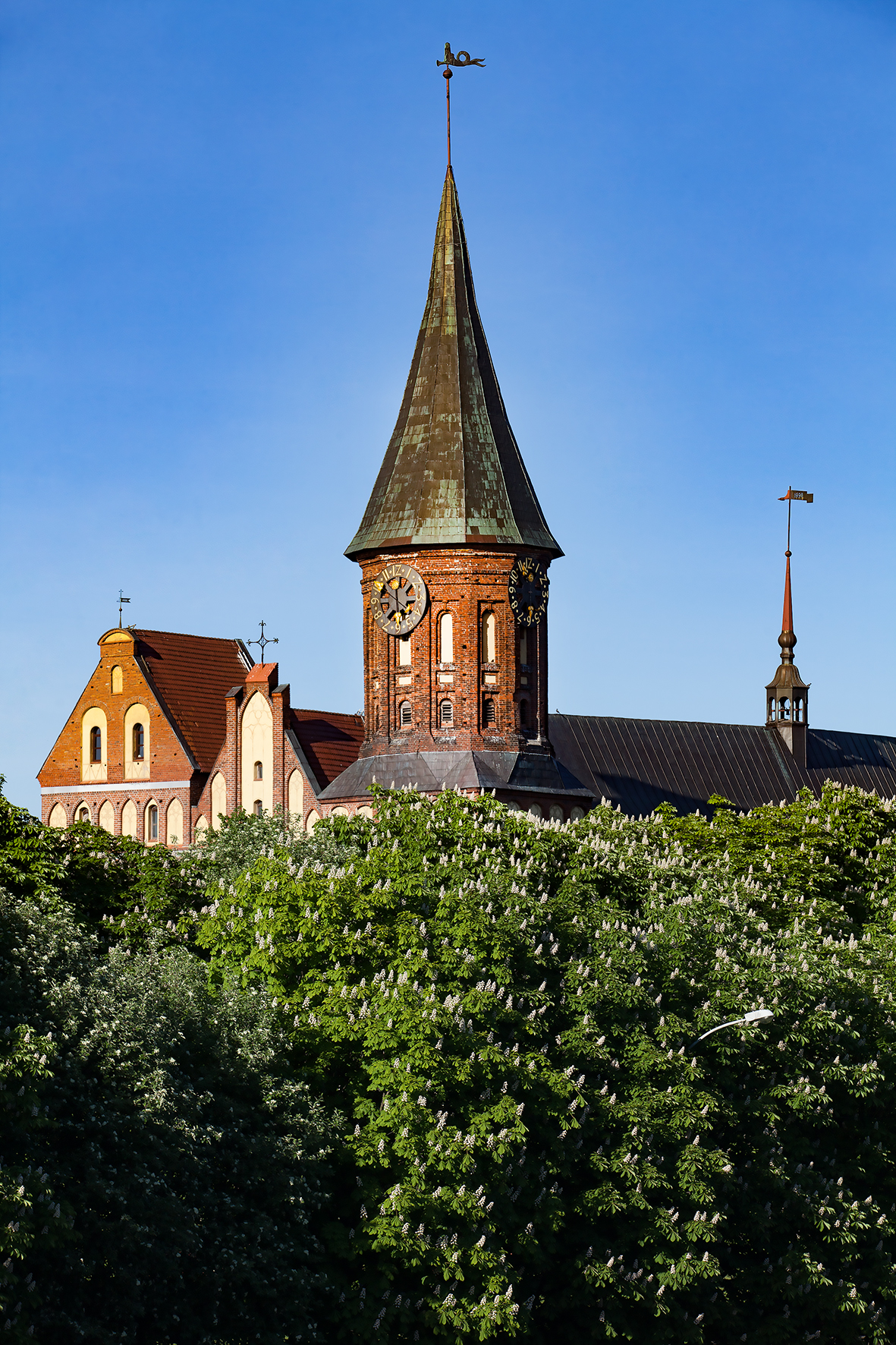
Кафедральный собор на острове Канта - одна из наиболее известных достопримечательностей Калининграда

Туризм в Калининградской области — один из базовых приоритетов социально-экономического развития региона. Основанный на широком спектре возможностей для отдыха и рекреации, природных достопримечательностях, богатом историко-культурном наследии и развитой инфраструктуре туризм является «визитной карточкой» Калининградской области — популярного туристического направления среди россиян и иностранцев. В 2020 году Калининград занял первое место в премии TripAdvisor Travellers' Choice Awards в числе 25 мировых направлений, с растущей популярностью среди туристов.

## Нормативная база и институты развития
Стратегическое развитие туризма в Калининградской области соотносится с федеральной стратегией развития отрасли до 2035 года и предполагает фокусирование усилий и концентрацию поддержки государства на территории Калининградской области, обладающей большим туристским потенциалом для создания конкурентоспособных туристских продуктов.
Приоритетными направлениями развития туризма в Калининградской области являются культурно-познавательный, рекреационный (пляжный) и активный туризм. При этом с учетом национальных целей особое внимание уделяется государственной поддержке социального, детского и молодежного туризма. Основным инструментом реализации государственной политики в сфере туризма является государственная программа Калининградской области «Туризм». Базовым региональным законом в сфере туризма является закон Калининградской области от 16 декабря 1997 года № 45 "О туристской деятельности в Калининградской области".
В целях повышения эффективности государственной политики в сфере развития туризма, решения организационных и институциональных проблем отрасли, в 2012 году на уровне субъекта было создано министерство по туризму Калининградской области. В 2013-2015 должность министра по туризму занимала Марина Агеева. В 2017 году оно было реорганизовано в министерство по культуре и туризму Калининградской области, которое возглавляет Андрей Ермак. В 2020-2022 годах его заместителем, курирующим вопросы туризма, являлся Денис Миронюк. В области работает Туристский информационный центр, выполняющий функцию основной информационной площадки по вопросам отдыха для жителей и гостей региона. На интернет-портале туристского центра размещена актуальная информация о туристических возможностях региона на разных языках, туристические путеводители по области. Руководит региональным информационным центром Галина Офицерова.
В области действуют пять отраслевых ассоциаций: Ассоциация предприятий индустрии туризма Калининградской области (туроператоры), Ассоциация профессиональных экскурсоводов и гидов-переводчиков Калининградской области, представительство Федерации рестораторов и отельеров, Ассоциация рестораторов и отельеров Зеленоградского городского округа и Ассоциация представителей сельского туризма Калининградской области. Представители ассоциаций и общественности включены в совещательный орган — совет по туризму, возглавляемый губернатором Калининградской области Антоном Алихановым.

## Основные туристские ресурсы и возможности отдыха
На территории Калининградской области расположено 1767 объектов культурного наследия, 102 особо охраняемые природные территории (включая национальный парк "Куршская коса" и природный парк "Виштынецкий"), 556 учреждений культуры (включая 18 музеев). Самая высокая точка над уровнем моря в Калининградской области имеет высоту 242 метра (Виштынецкая возвышенность). 54°27' с.ш. 19°38' в.д. координаты самой западной точки России, расположенной на Балтийской косе. Для жителей и туристов доступно более 50 туристических маршрутов по территории области, 3 из которых являются брендовыми: фортификационный, экологический и янтарный.
Наиболее популярными объектами туристского показа Калининградской области являются Национальный парк "Куршская коса", в 2000 году включенный в список Всемирного наследия ЮНЕСКО, Музей Мирового океана с набережной исторического флота и Кафедральный собор на острове Канта. Известным также является Музей янтаря - Калининградскую область называют мировой столицей янтаря, так как в области сосредоточено порядка 90% разведанных запасов этого минерала.
Территория бывшей Восточной Пруссии известна своими средневековыми замками, которые в камне и кирпиче были построены на этой земле во время владычества Тевтонского ордена. Сегодня в Калининградской области можно найти остатки 19 таких замков. Наиболее сохранившиеся: замки Георгенбург, Инстербург, Вальдау, Тапиау и Шаакен. Особый интерес с позиций туристических путешествий по региону представляют здания старых кирх, во многих из которых сегодня находятся православные храмы. Самой старой из сохранившихся является кирха Юдиттен, построенная в 1276-1288 гг. В 1987 году церковь была освящена как Свято-Никольский православный храм - первый православный храм на территории Калининградской области. Также известными являются Кирха Арнау, Фридландская кирха и Кирха Хайнрихсвальде.
В Калининградской области расположено большое количество оборонительных и инженерных сооружений. В самом Калининграде это 8 сохранившихся городских ворот XVIII века постройки, башни, бастионы и равелины, а за городом кольцо из 12 больших и 3 малых фортов XIX века. В некоторых из этих объектов сейчас расположены музеи и туристические комплексы. Самыми популярными являются форт № 5, форт № 11, Росгартенские, Королевские, Закхаймские, Фридрихсбургские, Бранденбургские, Фридландские и Железнодорожные ворота.
Также туристами активно посещается Калининградский зоопарк, один из старейших в Европе, частные музейные экспозиции и объекты показа: музей-квартира немецкого быта "Альтес хаус", музей советского периода "Дом китобоя", музей марципана, дом смотрителя Высокого моста. Интересным является туристический маршрут, связанная с фигурками так называемых "хомлинов" (от англ. слова home - дом), расположенных в разных местах исторической части города.
Особой туристической притягательностью обладает Природный парк "Виштынецкий" (бывш. Роминтенская пуща) на востоке области. Здесь расположено ледниковое Виштынецкое озеро, которое называют калининградским Байкалом (максимальная глубина достигает 54 метров). В парке обустроены пешие и велосипедные туристические тропы, реализуются научно-просветительские и экологические проекты.
Для гостей и жителей области доступны такие виды активного отдыха, как яхтинг, дайвинг, каякинг, виндсерфинг, кайтсерфинг, велосипедные и конные прогулки, морская рыбалка и спортивная охота, прыжки с парашютом и полеты на парапланах.
Большой интерес для туристов представляют старинные малые города Калининградской области, где происходили важные события европейской истории — Советск, Черняховск, Гусев, Правдинск, Багратионовск. Особое место отведено здесь Советску, бывшему Тильзиту. Город сохранил свою историческую архитектурную планировку, обладает большим количеством памятников и достопримечательностей. Именно в этом городе состоялось подписание знаменитого Тильзитского мира в 1807 году между Наполеоном и Александром I. Здесь же начали производить один из самых известных сортов сыра — Тильзитер.

## Инфраструктура и инвестиции

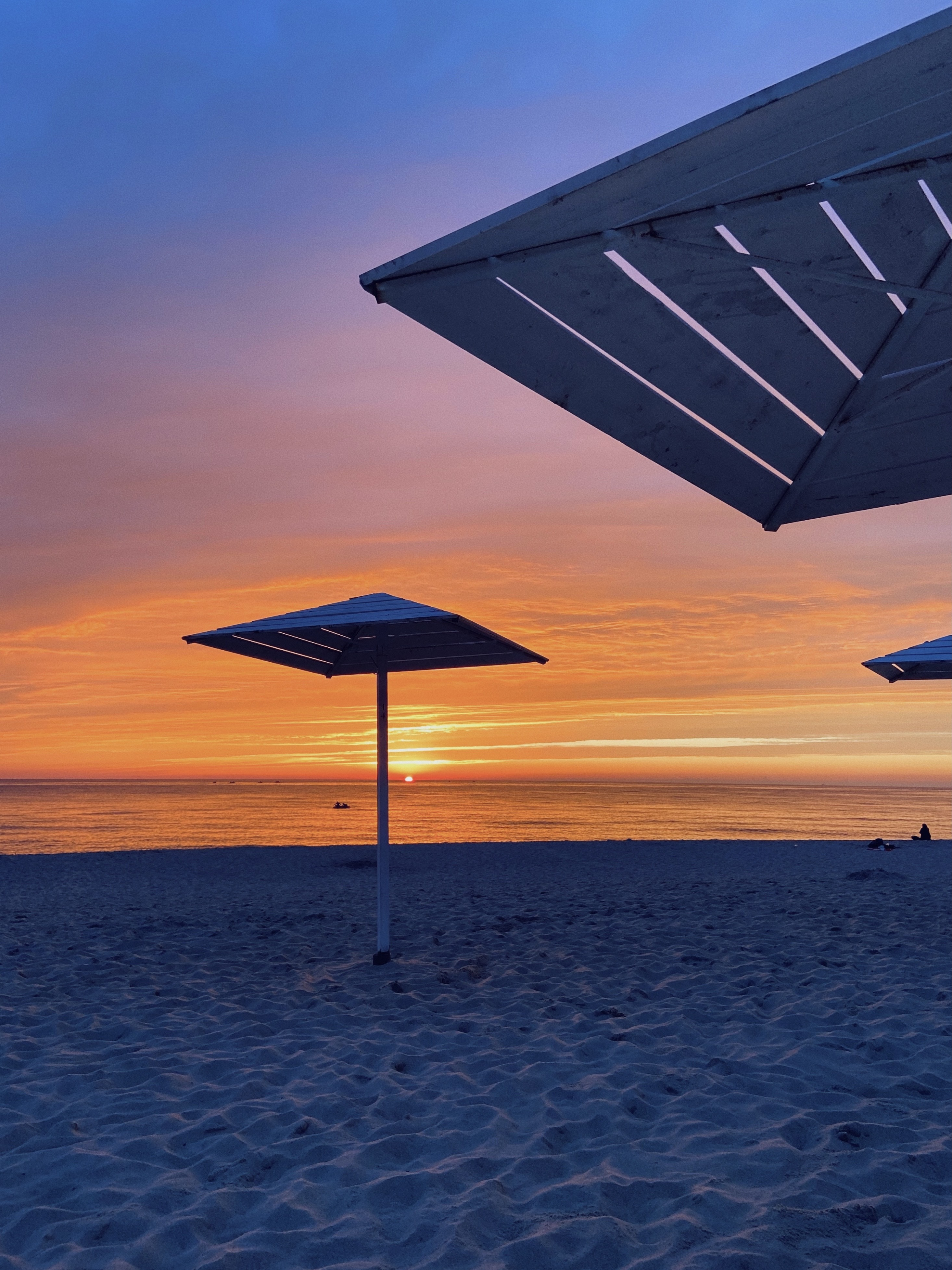
Пляж в поселке Янтарный на закате

Гостиничная инфраструктура является одной из наиболее сильных сторон туристической привлекательности Калининградской области. На данный момент в гостиничный фонд входит порядка 300 объектов различных типов (включая 20 санаторно-курортных учреждений) суммарной емкостью более 8 500 номеров. Среднегодовая загрузка гостиниц оставляет 58-61%. В сезон и праздничные дни загрузка средств размещения, особенно на побережье доходит до 100%. Всего за период 2018-2020 гг. в области открылись 3 крупных коллективных средства размещения категории «пять звезд» и «четыре звезды» с общим номерным фондом 308 единиц («Холидей Инн», «Меркюр Калининград», «Мадам Эль»). Рынок частного жилья, сдаваемого в наем, оценивается на уровне 3,5 тысяч предложений.
Развитию туризма способствует создаваемая в регионе обеспечивающая инфраструктура. В 2018-2021 гг. динамично развивалась сеть автомагистралей, на пригородные и приморские направления были направлены подвижные железнодорожные составы нового поколения, реконструирован международный аэропорт «Храброво», пассажирооборот которого в 2019 году составил 2,36 млн человек, что на 10,3% выше чем в 2018 году. На территории Калининградской области при поддержке федерального центра создается обеспечивающая инфраструктура туристских кластеров. Мероприятия по созданию туристского кластера «Балтийское побережье» включены в подпрограмму «Туризм» государственной программы Российской Федерации «Экономическое развитие и инновационная экономика» до 2024 года и новый национальный проект "Туризм и индустрия гостеприимства".
Мегапроектом по обустройству исторической части Калининграда является проект "Музейный квартал", который предполагает создание нового культурно-туристического пространства для жителей и гостей города, обустройство городской инфраструктуры и создание туристических маршрутов. Символический центр проекта – остров Иммануила Канта. В качестве основных объектов проекта можно выделить Калининградский музей изобразительных искусств, Планету Океан на набережной исторического флота Музея Мирового океана и новый культурно-образовательный комплекс, который будет возведен на острове Октябрьский в районе стадиона «Калининград». Завершить создание «Музейного квартала» в Калининграде планируется к 300-летнему юбилею со дня рождения И. Канта в 2024 году.
Калининградская область известна своими обустроенными морскими пляжами. Протяженность обустроенных пляжей в Калининградской области на 2021 год составляет 5 565 метров. Всего в 5 приморских муниципальных образованиях области 13 пляжей, два из которых в пос. Янтарный соответствуют всем международным стандартам качества и имеют награду "Голубой флаг".
Отдельным направлением развития инфраструктуры для туристов в регионе является создание удобной системы туристского информирования. В 2013-2019 гг. в области было установлено более 150 информационных знаков и туристских указателей различных типов (информационные щиты, пешеходные указатели с навесными картами, дорожные знаки). В ходе проектирования и изготовления конструкций указателей был учтен российский и зарубежный опыт. Дизайн туристских указателей разрабатывался с учетом исторических и архитектурных особенностей региона. Все указатели двуязычные: на русском и английском языках.

## Продвижение и брендинг
В 2014 году Студией Артемия Лебедева было разработано несколько вариантов туристического логотипа Калининградской области как центра всесезонного туризма. Логотип был утвержден на заседании совета по туризму Калининградской области с участием представителей турбизнеса, работников учреждений культуры, историков и краеведов. Исключительные права на использование графического изображения логотипа в январе 2015 года за 1 рубль были переданы министерству по туризму Калининградской области. Данный логотип можно увидеть на полиграфической и сувенирной продукции, связанной с туристической привлекательностью Калининградской области.
В 2020 году по указанию министерства по культуре и туризму Калининградской области за 400 тыс. руб. были приобретены права на логотип JoinKaliningrad, использование которого предполагалось для привлечения туристов из числа молодежи 18-35 лет и иностранцев. В целях продвижения бренда был запущен интернет-магазин с одеждой и аксессуарами для молодежи.
В сентябре 2020 года Калининградская область была представлена на выставке "Отдых/Leisure" с оригинальным стендом, стилизованным под янтарь. В апреле 2021 года стенд был представлен на выставке "Интурмаркет" и заслужил множество положительных отзывов со стороны профессионалов турбизнеса и посетителей.
Ежегодно в Калининградской области проводится конкурс туристической индустрии "Талант гостеприимства", в рамках которого определяются лучшие отели, рестораны, экскурсоводы, объекты показа и мероприятия прошедшего года. В конкурсе есть специальная номинация "За личный вклад в развитие туризма".
В период 2015-2020 гг. по заказу министерства по культуре и туризму Калининградской области было изготовлено более 15 коротких презентационных видеороликов о туризме в Калининградской области, которые размещены для просмотра на канале видеохостинга.
В 2018 году Калининградская область одержала победу в конкурсе National Geographic Traveler Awards в номинации "Лучший российский экологический отдых", в 2019 году - "Лучший российский экскурсионный отдых". В 2020 году издание National Geographic Traveler Россия поместило Калининградскую область на обложку осеннего выпуска тиражом 100 тыс. экземпляров. Редакцией журнала была подготовлена статья в формате инсайдерского гида по основным туристическим местам области.
В 2020 году информационный агентством России "ТАСС" был реализован проект в виде игры-путешествия об отдыхе в Калининградской области. Тест по региону прошли более 43 тысяч уникальных пользователей, общий охват проекта составил аудиторию в 3,3 млн человек

## Международная и межрегиональная деятельность

Участок веломаршрута "От косы до косы" в городе Зеленоградске

С 2015 года Калининградская область является активным участником межрегионального историко-культурного и туристического проекта «Серебряное ожерелье России». В 2018 Калининграду было вручено одно из первых государственных свидетельств, подтверждающее его официальный статус участника проекта.
В качестве партнера регион участвует в реализации международных проектов по линии приграничного сотрудничества России и Европейского союза. Объем портфеля проектов, в которых только министерство по культуре и туризму Калининградской области выступает партнером составляет порядка 4,6 млн евро. Крупнейшим является проект «CBCycle: Трансграничные веломаршруты для продвижения и устойчивого использования культурного наследия», реализуемого в рамках Программы приграничного сотрудничества Россия-Польша 2014-2020. Основным мероприятием этого проекта является строительство 1-й очереди веломаршрута по территории Приморской рекреационной зоны Калининградской области вдоль Балтийского побережья от Куршской косы до Балтийской косы. В 2021 году начато проектирование 2-й очереди это велодорожки, которая соединит первый участок с Балтийском. Через территорию Калининградской области проходят международные велосипедные маршруты R-1 (Euro-Route), EuroVelo-10 и EuroVelo-13.
Новые возможности для туризма и позиционирования Калининградской области на мировом туристском рынке открыло введение с 01 июля 2019 года в регионе механизма электронных виз для иностранных граждан, прибывающих в Калининградскую область. Электронные визы для посещения Калининградской области имели право получать граждане 53 иностранных государств. В 2019 году по электронным визам в регион проследовало 74,1 тыс. человек, что составило порядка 8% от общего числа иностранных граждан, посетивших Калининградскую область. Преимущественно электронные визы использовали граждане Литвы (42%), Латвии (19%), Польши (16%), Германии (14%), а также Эстонии (2%). Первым туристом, посетившем регион с электронной визой, стала гражданка Польши. Она въехала на территорию Калининградской области через пограничный пункт пропуска Мамоново — Гроново. Механизм электронных виз на территории Калининградской области работал исключительно успешно, без каких-либо сбоев.

## События и фестивали
В июне 2018 года Калининград принимал 4 матча Чемпионата мира по футболу FIFA 2018 в России. Матчи состоялись на «Стадион Калининград» (вместимость на время чемпионата — 33 973 зрителей) на острове Октябрьский:
- 16 июня, 22:00. Хорватия — Нигерия
- 22 июня, 21:00. Сербия — Швейцария
- 25 июня, 21:00. Испания — Марокко
- 28 июня, 21:00. Англия — Бельгия

Культурная жизнь Калининградской области насыщена сотнями разнообразных событий. Наиболее знаковые и масштабные - это Калининград Сити Джаз, который с 2006 года собирает любителей стильной музыки, фестиваль короткометражного кино "Короче", Голосящий КиВиН, с 2015 года сменивший место проведения с Юрмалы на Светлогорск, международный конкурс органистов имени Микаэла Таривердиева и Мировой чемпионат фейерверков, в ходе которого лучшие команды мира соревнуются в красочности и уникальности пиротехнического искусства. Традиционно проводятся гастрономические фестивали Kaliningrad Street Food и Fish Food Festival. Для любителей активного отдыха будут интересны фестиваль "День колеса", велопробег "Тур де Кранц". Народным праздником по праву считается "День селедки", ежегодно проводимый на набережной Музея Мирового океана в апреле. В июле отмечают День города Калининграда, Военно-морского флота.

## Галерея
|  |  |  |  |  |
|  |  |  |  |  |

## Статистика и показатели
В настоящее время на долю туризма приходится порядка 2% ВРП Калининградской области или в денежном выражении 9 млрд. руб. Рост основных показателей развития региональной сферы туризма с 2013 года – 10-12% ежегодно. По итогам 2019 года въездной туристский поток в регион составил 1,74 млн человек, в том числе более 200 тыс. иностранных граждан. В 2020 году, по причине пандемии Covid-19, этот показатель составил 1,2 млн человек. Наиболее популярными в регионе являются культурно-познавательный, пляжный и деловой виды туризма. Прибытия туристов по видам транспорта распределяются следующим образом: 60% – авиа-; 25% – авто-, мото-, вело-; 15% – ж/д. На калининградском рынке представлена 321 туркомпания, в том числе 50 туроператоров, включенный в Единый федеральный реестр. Всего в туристической отрасли региона занято порядка 13 тыс. человек. Средняя зарплата в сфере туризма в 2020 году составила около 37 тыс. рублей.
На территории Калининградской области услуги оказывают более 150 профессиональных экскурсоводов и гидов-переводчиков, 84 из них имеют аккредитацию министерства по культуре и туризму Калининградской области, подтверждающей их опыт и квалификацию. Ежегодно в регионе проходят профессиональную переподготовку более 40 новых экскурсоводов.
| 2012     | 2013     | 2014     | 2015    | 2016     | 2017     | 2018     | 2019     | 2020    |
| -------- | -------- | -------- | ------- | -------- | -------- | -------- | -------- | ------- |
| 0,43 млн | 0,74 млн | 0,88 млн | 1,0 млн | 1,25 млн | 1,32 млн | 1,52 млн | 1,74 млн | 1,2 млн |

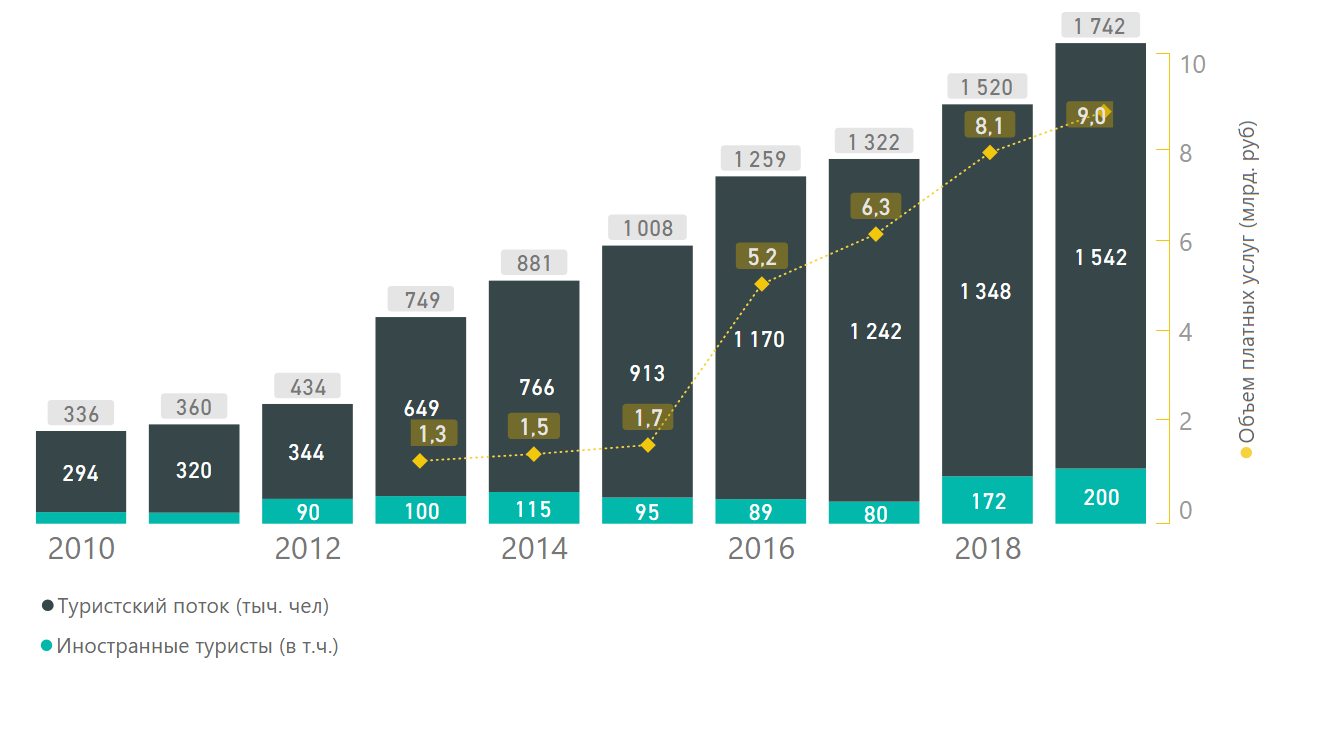

Калининградские туристы это в основном семейные пары возрастом 35-40 лет с детьми и средним доходом 77 тыс. руб. в месяц. Больше всего в туристских целях в регион в 2020 году приезжали из Московской области (23%), Москвы (20%), Саратовской области (10%), Санкт-Петербурга (10%), Ханты-Мансийского автономного округа (6%). Объем трат туристов в Калининградской области (по банковским картам) в 2020 году вырос на 23% к 2019 году и составил 3,5 млрд руб. (траты на человека составляют примерно 6836 рублей). Структура трат прибывающих туристов следующая: 25% продуктовые магазины, 22,2% кафе/бары/рестораны, 8,8% сувениры, подарки, ювелирные изделия, 7,8% гостиницы и санатории и др. Организованные туристы не превышают 15-20% от общего потока.
Объем финансирования госпрограммы Калининградской области «Туризм» в 2020 году составил 440,7 млн руб., в 2021 году – 815 млн. руб., что включает в себя мероприятия по продвижению и маркетингу, финансирование регионального Туристско-информационного центра, поддержку субъектов предпринимательской деятельности, создание и поддержание в надлежащем порядке туристских ресурсов в муниципалитетах, включая благоустройство морских пляжей, а также капитальные вложения в обеспечивающую и туристскую инфраструктуру на территории региона (с федеральным софинансированием).
Рост внутреннего туризма в Калининградской области по итогам мая 2021 года стал максимальным среди всех российских регионов. Аналитическая система «Сбериндекс» оценила его в 34% к январю 2018 года (базовый месяц). В среднем по России рост внутреннего туризма оценивается в 11%. Согласно информации исполнительного директора Ассоциации туроператоров России (АТОР) Майи Ломидзе Калининградская область стала 3-м по популярности направлением летнего туристического сезона 2021 года в России (после Краснодарского края и Крыма).
По данным ВТБ в июне 2021 года Калининградская область вошла в пятёрку субъектов с самым большим приростом туристических расходов россиян на путешествия по внутренним направлениям (4,2 раза). Всего расходы россиян на путешествия по внутренним направлениям в июне превысили 20 млрд рублей. Это в 2,5 раза больше, чем в июне 2020 года. За восемь месяцев 2021 года туристы в Калининградской области потратили более 6 млрд рублей, а средний чек трат туриста в регионе увеличился с 6,8 до 7,9 тыс. рублей.